# Étienne Jumentier
Pour les articles homonymes, voir Jumentier.
Étienne Jumentier, né le 7 octobre 1759 à Chartres (Eure-et-Loir) (paroisse Saint-Chéron) où il est mort le 12 janvier 1846, est un juriste, agronome et homme politique français.

## Biographie

### Famille
Fils de Claude Jumentier, vigneron à Chartres, paroisse Saint-Chéron, et d'Anne Mercier, mariés le 4 octobre 1740 à Chartres, Étienne Jumentier est le frère puiné de l'abbé Claude-Adrien Jumentier (1749-1840), vicaire épiscopal, député suppléant du Clergé pour le bailliage de Chartres aux États généraux de 1789, auprès duquel il est inhumé, après des obsèques célébrées en l'église Saint-Pierre de Chartres.

### Carrière
Il étudie les humanités au collège de Chartres, puis, en 1776, il devient clerc de procureur et de notaire à Chartres et à Paris. En 1787, il est praticien et demeure à Chartres, rue Muret.
En 1789, il est député par les habitants de Trizay-au-Perche et fait partie du tiers réduit à l'assemblée générale des trois ordres du bailliage de Chartres, ainsi que du comité de rédaction du cahier de doléances du Tiers état.
Nommé en 1790 membre du directoire du district de Chartres, puis, en 1791, du directoire du département d'Eure-et-Loir, il devient suspect par son attitude en faveur des émigrés et se trouve destitué après le 18 fructidor an V (4 septembre 1797). 
Sous le Consulat, il est nommé conseiller de préfecture à Chartres le 14 mai 1800, avec installation le 23 mai 1800, puis conseiller municipal de cette ville. Il est désigné, le 6 germinal an X (27 mars 1802), par le Sénat conservateur, pour représenter au Corps législatif le département d'Eure-et-Loir ; il y siège jusqu'en 1807. Jumentier fait encore partie de la Chambre des Cent-Jours, comme représentant du collège de département d'Eure-et-Loir. 
En 1810, il est avocat.
Après les Trois Glorieuses, il devient adjoint au maire de Chartres et est nommé de nouveau, par ordonnance royale du 25 septembre 1830, conseiller de préfecture d'Eure-et-Loir, son installation se fait le 1er octobre 1830. Il préside le Conseil de préfecture (composé de trois membres) avant de quitter cette fonction en 1837. 
Il reçoit la Légion d'honneur.[réf. nécessaire]

### Activités agricoles
Il étudie scientifiquement les questions agricoles. Dans ses propriétés, il expérimente des méthodes nouvelles qui peu à peu, se répandirent et s'imposèrent, contribuant pour une part importante aux progrès réalisés en Beauce, et écrit à leur sujet des notices, notamment publiées dans le journal chartrain Le Glaneur. Il est élu président de la Société d'agriculture d'Eure-et-Loir.

### Mariage et descendance
En 1788, il épouse Julie-Victoire Aubin (1761-1852), née à La Loupe, fille de Mathurin Aubin, maître de poste à La Loupe, et de Marie-Jeanne Vivant, et belle-sœur de Nicolas-Pierre Paillart, dont sont issus :
- Adrienne Julie Mathurine Jumentier, née le 27 janvier 1790 à Chartres, épouse le 15 octobre 1810 à Chartres Louis-François Dimier (veuf de Louise Thérèse Justine Bignon et fils de Jean François Dimier, notaire à Châteaudun, et de Marie-Anne Le Dauphin[2], et grand-père du général Louis Gaëtan Dimier de La Brunetière) avocat, juge au tribunal civil et conseiller d'arrondissement de Châteaudun, ainsi que maire de Saint-Pellerin (commune où il s'était fait construire son château du Corbuchet).
- Pierre Étienne Alexandre Jumentier, né le 24 mai 1792 à Chartres, baptisé à la cathédrale Notre-Dame de Chartres le 28 mai 1792 ayant pour parrain Nicolas-Pierre Paillart. Deuxième prix de rhétorique au lycée de Versailles, il est un ami d'enfance du jurisconsulte et abolitionniste François-André Isambert, étant, en outre, tous deux à l'École centrale de Chartres. En 1820, il est principal clerc de notaire de Me Jean-Tite-Eloy Bouvet, notaire à Chartres. Le 2 juin 1824, lors de la déclaration du décès à Chartres de sa tante et marraine, Marie Anne Jumentier, il se déclare étudiant en droit. Célibataire, il est mort à Chartres le 20 juillet 1847[5].
- Aubin Luc Paix Jumentier, né le 2 mai 1797 à Chartres, clerc de notaire[6], puis négociant en vins et agent d'affaires, il possédait un dépôt à Chartres, quartier Saint-Chéron. Célibataire, il est mort à Chartres le 27 décembre 1849[7].

## Sources
- « Étienne Jumentier », dans Adolphe Robert et Gaston Cougny, Dictionnaire des parlementaires français, Edgar Bourloton, 1889-1891 [détail de l’édition]
- Jean François Eugène Robinet, Adolphe Robert, Julien Le Chaplain, Dictionnaire historique et biographique de la Révolution et de l'Empire, 1789-1815., 1899
- Notice biographique publiée dans l'Annuaire d'Eure-et-Loir, année 1846.
- Article publié dans L'Écho républicain de la Beauce et du Perche du 13 février 1946.
- Nécrologie publiée dans le journal chartrain Le Glaneur du 15 janvier 1846.
- Nécrologie publiée dans le Journal de Chartres du 15 janvier 1846.